# Amawasja
Amawasja (ang. Amavasya) – trzydziesty (ostatni) dzień (tithi) miesiąca księżycowego hinduistycznego zreformowanego kalendarza ery Wikrama (samwatsara).

## Charakterystyka astronomiczna
Jest to titthi dnia nowiu Księżyca. Nów jest końcem miesiąca księżycowego, ostatnim dniem.

## Charakterystyka astrologiczna
Symbolizuje wyczerpanie i napięcie. Tradycja podaje, że tego dnia Słońce i Księżyc napotykają siebie lub nawet że wtedy Słońce połyka Księżyc.

## Charakterystyka kultowa
Jeśli amawasja jest poniedziałkiem (dzień Ćandry), zalecany jest post.